# 丸山城 (摂津国有馬郡)
丸山城（まるやまじょう）は、兵庫県西宮市山口町金仙寺にあった日本の城。

## 概要
戦国時代、多田源氏の一族である山口五郎左衛門時角が築城したといわれている。
永禄元年（1558年）ころの山口氏は伊丹城（伊丹市）の荒木村重に属していたが、永禄7年（1564年）、蒲公英城（神戸市）の城主松原貞利の奇襲により滅亡、以後、松原氏が支配するところとなった。その後の天正6年（1578年）、播磨国への侵攻を企図して転戦していた織田信長の中国攻めの軍により落城したと伝えられる。
城跡には丸山稲荷神社が建っている。稲荷神社はかつての本丸跡であり、遺構としては、北、東、西の三方向に張り出した、数段の段築の施された浅い曲輪（くるわ）が確認できる。また、丸山ダム（金仙寺湖）から徒歩で登ることができる。

## 補説
摂津には能勢郡（大阪府）にも同名の城（丸山城）がある。